# Kristina Sirum Novak
Kristina Sirum Novak (* 29. August 2000 in Stavanger, Norwegen) ist eine norwegische Handballspielerin, die für den französischen Erstligisten Brest Bretagne Handball aufläuft.

## Karriere

### Im Verein
Kristina Sirum Novak lief mit der Damenmannschaft von Ålgård HK in der 2. divisjon – die dritthöchste norwegische Spielklasse – auf. Im Jahr 2018 wechselte die Linkshänderin zum norwegischen Zweitligisten Sola HK. Ein Jahr später stieg sie mit Sola in die höchste norwegische Spielklasse auf. In der Aufstiegssaison erzielte die Rückraumspielerin 66 Treffer in 20 Partien. In der Saison 2021/22 läuft sie mit Sola in der EHF European League auf.
Novak wechselte im Sommer 2024 zum französischen Erstligisten Brest Bretagne Handball. Ab dem Sommer 2025 wird sie für den rumänischen Erstligisten CSM Bukarest auf Torejagd gehen.

### In Auswahlmannschaften
Kristina Sirum Novak bestritt 31 Länderspiele für die norwegische Jugendauswahl, in denen sie 109 Tore warf. Mit dieser Mannschaft gewann sie bei der U-17-Europameisterschaft 2017 die Silbermedaille. Im Turnierverlauf erzielte sie 19 Treffer. Weiterhin nahm Novak an der U-18-Weltmeisterschaft 2018 teil. Anschließend lief sie sieben Mal für die norwegische Juniorinnenauswahl auf. Am 8. Oktober 2021 lief Novak erstmals für die norwegische B-Nationalmannschaft auf, für die sie bislang zwei Partien bestritt. Am 21. April 2022 gab sie ihr Debüt für die norwegische Nationalmannschaft. Bei der Europameisterschaft 2022 gewann sie mit Norwegen den Titel. Novak steuerte drei Treffer zum Erfolg bei. Im folgenden Jahr errang sie die Silbermedaille bei der Weltmeisterschaft, bei der sie elf Tore warf.

## Sonstiges
Ihr Bruder Kristian Novak spielt Fußball.